# Station Karszów
Station Karszów is een spoorwegstation in de Poolse plaats Karszów.